# Georg de Laval (idrottsman)
Patrik Georg Fabian de Laval, född 16 april 1883, död 10 mars 1970, var en svensk militär som deltog i olympiska sommarspelen 1912 i Stockholm, där han tävlade i fäktning, modern femkamp och sportskytte. Sin främsta individuella framgång nådde han i modern femkamp, där han blev bronsmedaljör. I skyttetävlingarna var de Laval fjärde man i fripistol och sjunde i duellpistol. Han ingick även i det svenska laget som tog silvermedaljer i fripistol. Dessutom tävlade de Laval i värjfäktning, där han dock blev oplacerad.
de Laval avlade studentexamen vid Nya elementarskolan och utexaminerades från Karlberg 1903. År 1907 blev han löjtnant vid Svea artilleriregemente, kapten 1907, major 1928 och överstelöjtnant 1937. Efter sin pensionering återinträdde han under andra världskriget i tjänst som expert på kamouflage.
de Laval blev riddare av Svärdsorden 1924  och av Vasaorden 1925. Han är begraven på Norra begravningsplatsen utanför Stockholm.